# Rudy Ramos
Rudy Ramos (19 de septiembre de 1950) es un actor y músico estadounidense. Participó de notables películas entre las que se incluyen The Enforcer (1976), The Driver (1978), Defiance (1980), Beverly Hills Cop II (1987), Quicksilver (1986), Colors (1988) y Open House (1987).
La carrera actoral de Rudy Ramos cubre seis décadas y comenzó con su aparición en la serie televisiva Ironside en 1969. Seis meses después formó parte del elenco de la legendaria serie The High Chaparral en el papel de Viento, un volátil muchacho indio-mestizo.